# Суперкубок Італії з волейболу серед жінок 2017
22 розіграш Суперкубка Італії з волейболу серед жіночих команд відбувся 1 листопада 2017 року в Новарі. За трофей боролися чемпіон Італії в сезоні 2016—2017 «Ігор Горгонзола» (Новара) і володар національного кубка «Імоко Воллей» (Конельяно). Команда з Новари здобула першу перемогу в цьому турнірі.

## Учасники
| Команда           | Місто     | Досягнення                              | Остання участь         |
| ----------------- | --------- | --------------------------------------- | ---------------------- |
| «Ігор Горгонзола» | Новара    | Чемпіон Італії в сезоні 2016—2017       | Суперкубок Італії 2015 |
| «Імоко Воллей»    | Конельяно | Володар кубка Італії в сезоні 2016—2017 | Суперкубок Італії 2016 |

## Матч
}}
| Дата      | Час |                            | Рахунок |                            | Сет 1 | Сет 2 | Сет 3 | Сет 4 | Сет 5 | Всього  | Звіт  |
| --------- | --- | -------------------------- | ------- | -------------------------- | ----- | ----- | ----- | ----- | ----- | ------- | ----- |
| 1.11.2017 |     | «Ігор Горгонзола» (Новара) | 3–2     | «Імоко Воллей» (Конельяно) | 25–19 | 25–27 | 22–25 | 25–23 | 16–14 | 113–108 | [ 1 ] |

| 5                 | Лорен Гіббемеєр         | 5  |
| 12                | Франческа Піччініні (к) | 6  |
| 4                 | Селесте Плак            | 26 |
| 10                | Крістіна Кірікелла      | 11 |
| 8                 | Катажина Скорупа        | 1  |
| 18                | Паола Егону             | 22 |
| 11                | Стефанія Сансонна (л)   |    |
| 7                 | Стефані Енріхт          | 13 |
| 2                 | Летіція Камера          |    |
| 15                | Джорджія Дзанноні       |    |
| 1                 | Анті Васілантонакі      |    |
| 9                 | Сара Боніфачо           |    |
| Резерв:           |                         |    |
|                   | Популіні                |    |
| Головний тренер:  |                         |    |
| Массімо Барболіні |                         |    |

| 15                 | Кімберлі Гілл          | 13 |
| 18                 | Саманта Брісіо         | 18 |
| 5                  | Робін де Крюйф         | 14 |
| 16                 | Анна Ніколетті         | 13 |
| 14                 | Йоанна Волош           | 7  |
| 7                  | Рафаела Фольє          | 7  |
| 10                 | Моніка Де Дженнаро (л) |    |
| 13                 | Саманта Фабріс         | 8  |
| 6                  | Еліза Челла            |    |
| 3                  | Сільвія Фіорі          |    |
| 12                 | Афіна Папафотіу        |    |
| Резерв:            |                        |    |
| 9                  | Лаура Меландрі         |    |
| 11                 | Анна Данезі            |    |
| Головний тренер:   |                        |    |
| Даніеле Сантареллі |                        |    |

- Арбітри: Сімбарі, Сатанассі.
- Тривалість матчу 129 хвилин (26+28+27+27+21).
- Кількість глядачів: 3527.

## Найбільше титулів
Найбільшу кількість титулів у турнірі мають:
| Кількість титулів | Волейболістка        | Роки                         |
| ----------------- | -------------------- | ---------------------------- |
| 5                 | Дарина Міфкова       | 1996, 1997, 1998, 2001, 2002 |
| 5                 | Мартіна Гвіджі       | 2003, 2006, 2008, 2009, 2010 |
| 5                 | Франческа Піччініні  | 1999, 2004, 2011, 2015, 2017 |
| 4                 | Франческа Ферретті   | 2008, 2009, 2010, 2013       |
| 4                 | Кароліна Костагранде | 2006, 2008, 2009, 2016       |
| 3                 | Антонелла Брагалья   | 1996, 1997, 1998             |
| 3                 | Еліза Галастрі       | 1996, 1997, 1999             |
| 3                 | Мауріція Каччаторі   | 1997, 1999, 2000             |
| 3                 | Елке Вейнговен       | 2001, 2008, 2009             |
| 3                 | Юліана Нуку          | 2003, 2005, 2011             |
| 3                 | К'яра Ді Юліо        | 2006, 2011, 2014             |
| 3                 | Валерія Каракута     | 2012, 2013, 2014             |